# Urodasys acanthostylis
Urodasys acanthostylis är en djurart som tillhör fylumet bukhårsdjur, och som beskrevs av Fregni, Tongiorgi och Faienza 1998. Urodasys acanthostylis ingår i släktet Urodasys och familjen Macrodasyidae. Inga underarter finns listade i Catalogue of Life.